# لیکوفلون
لیکوفلون (به انگلیسی: Licofelone) با فرمول شیمیایی C۲۳H۲۲ClNO۲ یک ترکیب شیمیایی با شناسه پاب‌کم ۱۳۳۰۲۱ است. که جرم مولی آن ۳۷۹٫۸۷۹ g/mol می‌باشد. 